# Bena Tsemay
Pour les articles homonymes, voir Bena et Tsamai.
Bena Tsemay (ou Bena) est un woreda du sud de l'Éthiopie situé dans la zone Debub Omo. Partie nord de l'ancien woreda Hamer Bena, ce district porte le nom des peuples Banna et Tsamai. Il compte 52 968 habitants en 2007 et se rattache à la région des nations, nationalités et peuples du Sud jusqu'au transfert de la zone dans la région Éthiopie du Sud en août 2023. Son chef-lieu est Key Afer.

## Situation
Key Afer, ou Keyafer, se situe une quarantaine de kilomètres au sud-est de Jinka, au départ des routes vers Dimeka et Woito,.
Le district est bordé à l'ouest par la rivière Mago, un sous-affluent de l'Omo situé dans le parc national de Mago, et à l'est par la rivière Weito qui le sépare d'Alle, de Konso et de la région Oromia.
| Debub Ari | Male        | Dirashe Alle     |
| Selamago  | Bena Tsemay | Konso            |
| Nyangatom | Hamer       | Teltele (Oromia) |

## Population
Les peuples Banna et Tsamai sont majoritaires dans le district[réf. souhaitée].
Le recensement national de 2007 y fait état de 52 968 habitants dont 4 % de citadins qui sont les 2 154 habitants de Key Afer.
La majorité des habitants (74 %) sont de religions traditionnelles africaines, 11 % sont protestants et 8 % sont orthodoxes.
En 2022, la population du district est estimée à 71 850 personnes avec une densité de population de 25 personnes par km2 et 2 923 km2 de superficie.